# Narządy palcowe
Narządy palcowe (łac. organa digitalia) – obwodowe zakończenia palców kręgowców (z wyjątkiem ryb), osłaniające skórę przed działaniem szczególnie silnych czynników mechanicznych, służące do obrony i ataku, a także do grzebania. Charakteryzują się silnym rozwojem warstwy rogowej naskórka, podlegającego ciągłej odnowie. Jego starte warstwy zastępowane są nowymi. Narządy palcowe występują w trzech zasadniczych postaciach wytworów rogowych:
- pazur (unguicula)
- paznokieć (unguis)
- kopyto (ungula).

Termin narządy palcowe nie jest stosowany w Nomina Anatomica Veterinaria.

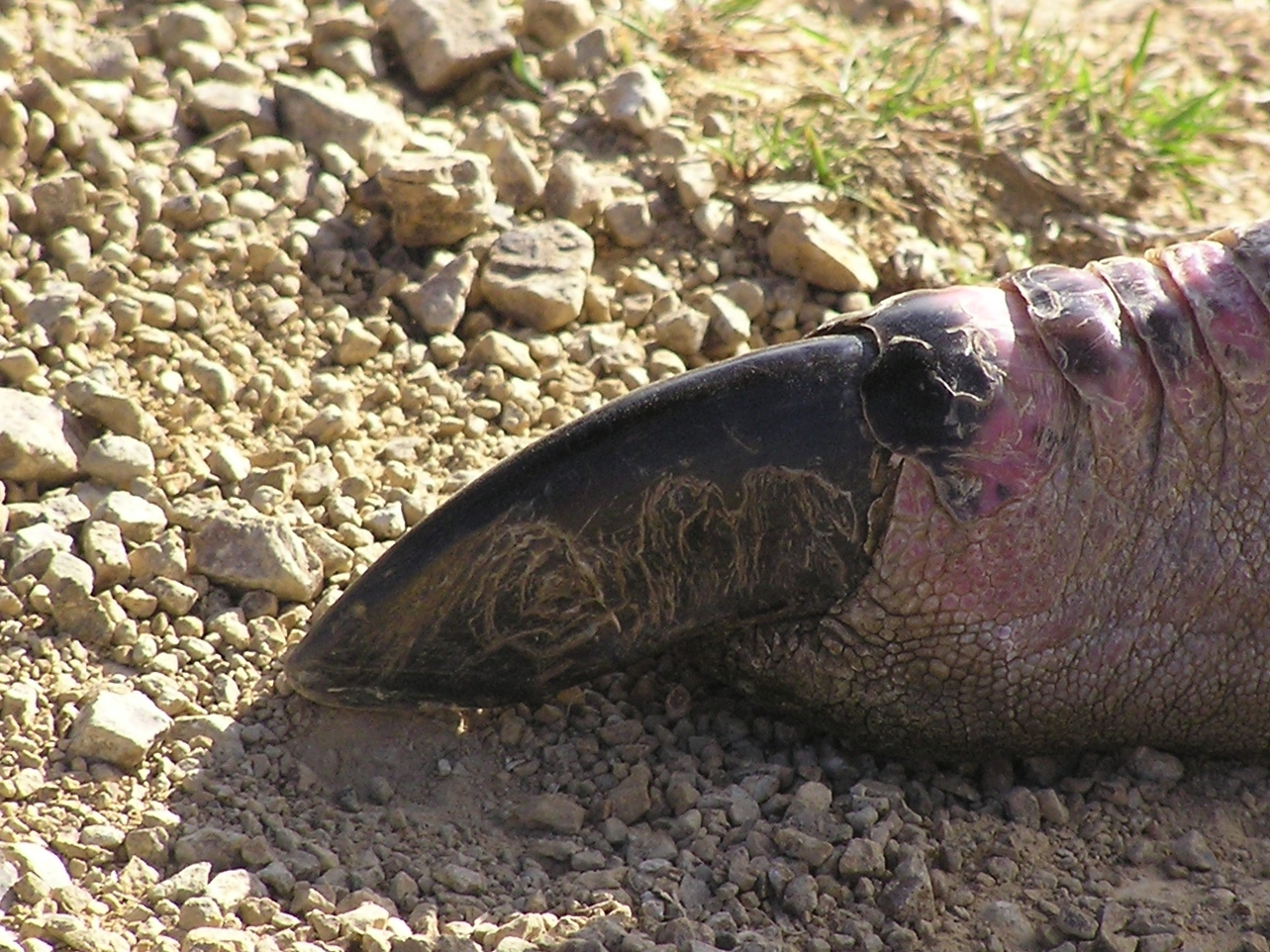
Pazur strusia
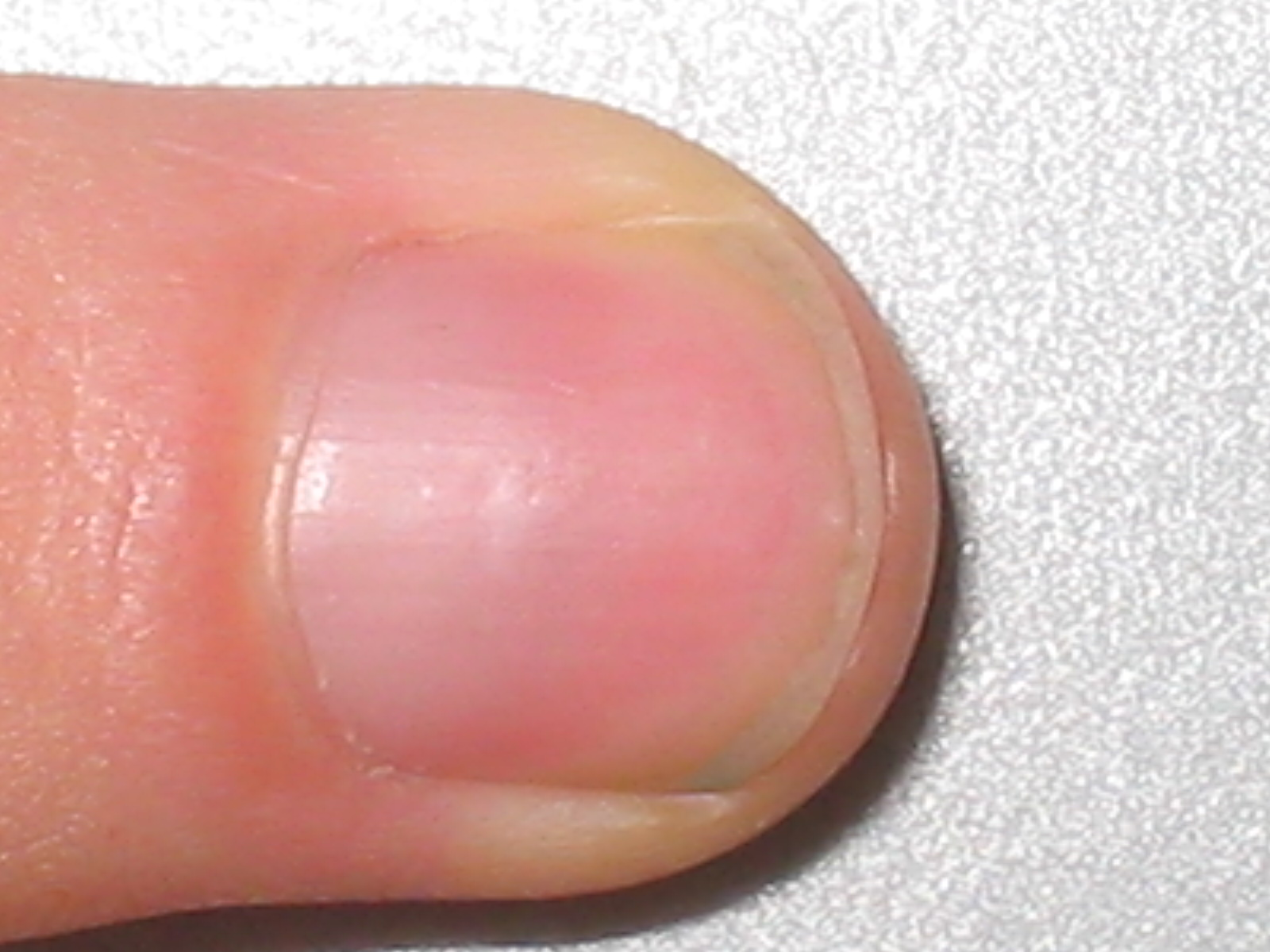
Paznokieć człowieka
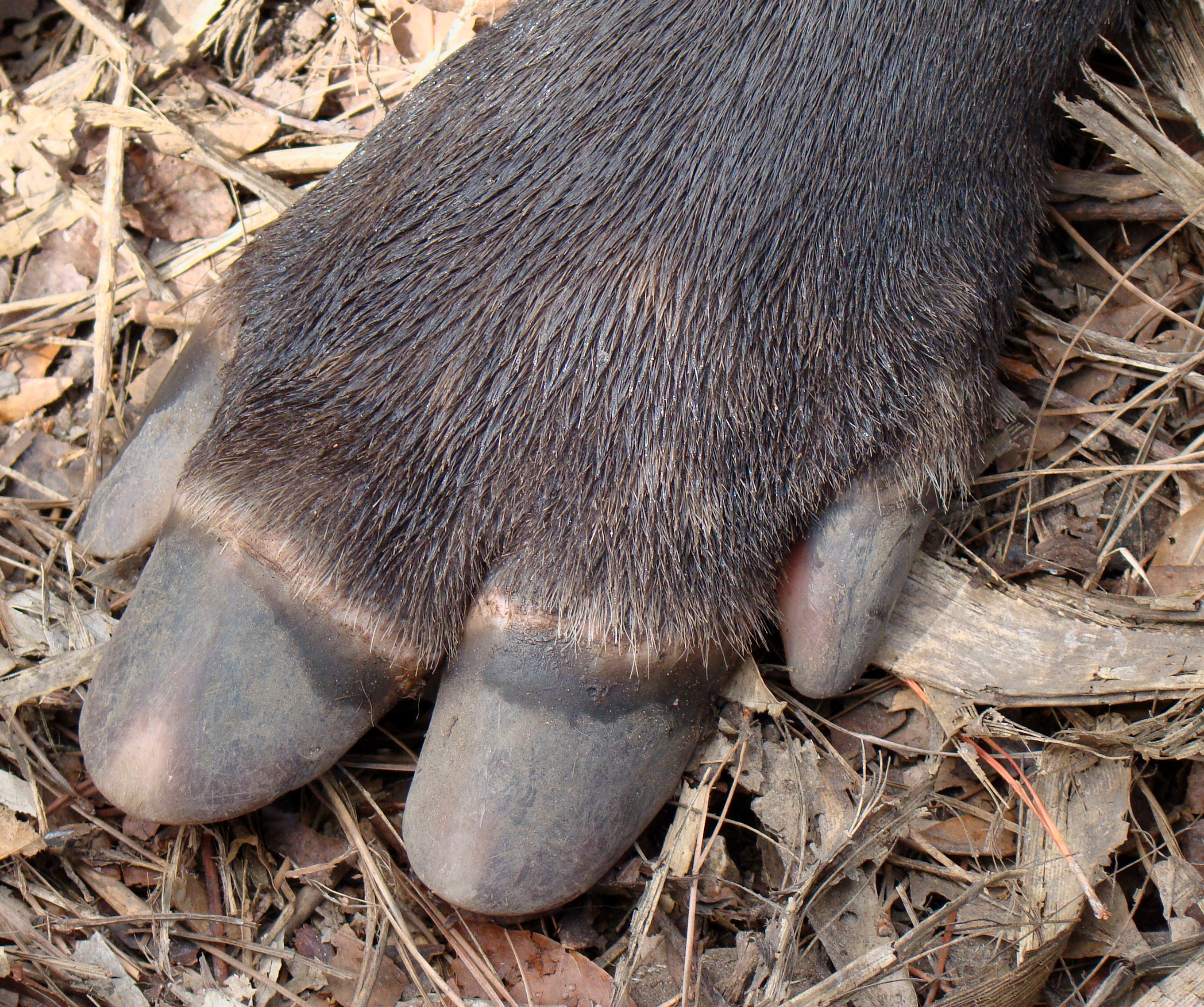
Kopyto tapira panamskiego